# My American Wife
My American Wife és una pel·lícula muda de la Famous Players-Lasky dirigida per Sam Wood i protagonitzada per Gloria Swanson i Antonio Moreno.(REF1) Basada en la novel·la homònima d’Hector Turnbull, la pel·lícula es va estrenar el 31 de desembre de 1922. Es considera una pel·lícula perduda.

## Argument
Manuel La Tessa, fill d'una família benestant argentina coneix assisteix a una cursa i allí coneix la propietària del cavall guanyador, una jove de Kentucky que es diu Natalie Chester. Manuel fa una festa en honor seu on ella és insultada per un dels convidats, Pedro De Grossa, per lo que Manuel l’aterra a cops. Pedro, el pare del qual és, Carlos De Grossa, una figura poderosa en la política del país, desafia Manuel a un duel. El pare però, per evitar que el seu fill prengui mal, contracta Gómez per tal que pari una emboscada i mati Manuel d’un tret. Aquest queda malferit i Natalie el cuida. La seva mare Donna Isabella La Tessa no veu amb bons ulls la jove americana i li demana que se'n vagi. Natalie està enamorada d’en Manuel i busca descobrir qui va disparar durant el duel. Finalment descobreix el que ha passat i suborna a Gomez per tal que tothom conegui el que ha passat. Això arruïna les possibilitats que Pedro sigui escollit senador i marxa del país. Manuel ocupa el seu seient i accepta participar en el govern del país amb l'ajuda de Natalie, que ha esdevingut la seva esposa americana.

## Repartiment
- Gloria Swanson (Natalie Chester)
- Antonio Moreno (Manuel La Tessa)
- Eric Mayne (Carlos De Grossa)
- Gino Corrado (Pedro De Grossa)
- Edythe Chapman (Donna Isabella La Tessa)
- Aileen Pringle (Hortensia de Vereta)
- Josef Swickard (Don Fernando DeContas)
- Walter Long (Gomez)
- Frank Butler (Horace Beresford)
- Jacques D'Auray (Gaston Navarre)
- Loyal Underwood (Danny O'Hare)
- Ellen Drew (convidada a la festa)
- Mary Land (criada)
- Mervyn LeRoy (extra)